# Dietrich von Ahlefeldt (1730–1789)
Dietrich von Ahlefeldt (* um 1730; † 9. Oktober 1789 in Westpreußen) war ein preußischer Beamter.

## Leben
Er diente von 1747 bis 1767 im preußischen Heer und wurde zum Leutnant und Adjutanten im Dragoner-Regiment von Holstein Gottorp befördert. Aufgrund seiner kriegsbedingten Verletzungen nahm er seinen Abschied von der Armee. 
Mit Ordre vom 15. Februar 1767 erhielt er den Posten als Proviantmeister in Marienwerder und wurde 1769 dort zum Bürgermeister gewählt. 
Am 13. November 1772 wurde er Landrat im Kreis Kulm. Er blieb offenbar nur wenige Jahre im Amt, denn 1777 ist bereits Nathanael Theodor von Paulitz als Landrat genannt. Im April 1787 erfolgte seine Beförderung zum westpreußischen Landesdirektor. Von 1787 bis 1789 war er Landrat im Kreis Marienburg.